# 12906 Alexismacavoy
12906 Alexismacavoy eller 1998 RS72 är en asteroid i huvudbältet som upptäcktes den 14 september 1998 av LINEAR i Socorro County, New Mexico. Den är uppkallad efter Alexis Tea MacAvoy.
Asteroiden har en diameter på ungefär 5 kilometer och den tillhör asteroidgruppen Agnia.